# 额约冈
额约冈（直译：「辣椒」），是缅甸伊洛瓦底省勃生縣额不都镇区额约冈分镇区下辖的一个镇。它是孟加拉灣高因枝岛附近的一个沿海城镇，面积为0.72平方英里（1.9平方）。

## 事件
2019冠状病毒病疫情期间，该镇设置了严格的新冠肺炎检查门站。据称，这些门站于2020年12月被附近高因枝岛一家酒店的建筑公司破坏，原因是当地政府要求新来的建筑工人接受为期7天的隔离，导致紧张局势加剧。该镇第一例新冠肺炎死亡病例发生在2021年6月。